# George Dietz
George John Dietz (St. Louis, 9 gennaio 1880 – New York, 19 aprile 1965) è stato un canottiere statunitense.
Dietz partecipò ai Giochi olimpici di Saint Louis 1904 con la squadra Century Boat Club nella gara di quattro senza, in cui conquistò la medaglia d'oro.

## Palmarès
In carriera ha conseguito i seguenti risultati:
- Giochi olimpici

St. Louis 1904: oro nel quattro senza.